# مايكل وولف (صحفي)
مايكل وولف (بالإنجليزية: Michael Wolff) من موليد 27 أغسطس 1953 في مدينة باترسون في نيو جيرسي بالولايات المتحدة هو مؤلف وصحفي أمريكي. حاصل على جائزتين تقديريتين للصحافة هم جائزة المجلة الوطنية وجائزة المرآة. يحرر مقالاته بانتظام في عدة صحف يومية أبرزها صحيفة يو إس إيه توداي الأمريكية، هوليوود ريبورتر الأمريكية، والنسخة البريطانية من مجلة جي كيو، كما كان محررا في مجلة أدويك بالإضافة إلى مشاركته في تأسيس موقع نيوزر لجمع الأخبار.
في 5 يناير 2018 نشر وولف كتابه النار والغضب: داخل بيت ترامب الأبيض المبنى على مئتي مقابلة مع مسؤولين في البيت الأبيض من ضمنهم جاريد كوشنر صهر الرئيس ترامب ومستشاريه السابقون وآخرين، وقد تصدرت الطبعات الإلكترونية الأولى للكتاب أعلى القائمة في موقع أمازون و متجر أبل آي بوكس وذلك حتى قبل إصداره في 5 يناير 2018.
أثار الكتاب جدلا واسعا قبل إصداره بسبب محاولات رئيس الولايات المتحدة دونالد ترامب حظر صدوره قانونا لاحتوائه على حقائق وأوصاف فاضحة وفوضوية خاصة بسلوك الرئيس الأمريكي وفريقه، وصدمته الغير متوقعة بعد فوزه في الانتخابات، ثم فزع المسؤولين عن حملته الانتخابية عند سماعهم بفوز ترامب. بالإضافة إلى تعليقات مهينة ومحرجة حول أسرة الرئيس الأمريكي صدرت عن الرئيس الأسبق لإستراتيجية البيت الابيض ستيف بانون. لكن محامي ترامب خسر الدعوى، ما حدى برئيس دار نشر الكتاب لاستغلال الضجة الإعلامية المحدثة وتعجيل طرحه في الأسواق الأمريكية خصوصا بعد تغريدة عنيفة للرئيس ترامب أدت إلى تقديم موعد إصداره بأربعة أيام عن موعده الأصلي من يوم الثلاثاء 9 يناير إلى يوم الجمعة 5 يناير.

## طفولته وبداياته
ولد وولف لأب يعمل في الدعاية وأم مراسلة صحفية. فدرس في جامعة كولومبيا الأمريكية حيث سار على دربهما. نشر أول مقال له عام 1974 في مجلة نيويورك تايمز. وفي عام 1979 نشر أول كتبه تحت عنوان وايت كيدز (الأطفال البيض) الذي حوى مجموعة من المقالات.
في نفس العام حصل وولف على منحة لإكمال كتابه الروائي، لكنه تركه ونشط بدلا عنه كمستثمر في مجال الصحافة.
ألف وولف سبعة كتب بما فيها كتاب بورن ريت سنة 1998 الذي تحدث فيه عن شركته الخاصة دوت كوم، ثم كتاب الرجل الذي يملك الأخبار سنة 2008 الذي يروي سيرة ملك الإعلام روبرت مردوخ.

## مؤلفات وكتب
- White Kids. Simon & Schuster. 1979. ISBN:978-0-671-40001-9..
- Where We Stand: Can America Make It in the Global Race for Wealth, Health, and Happiness?. Bantam Books. 1992. ISBN:978-0-553-08119-0..
- Burn Rate. Simon & Schuster. 1998. ISBN:978-0-684-85621-6..
- Autumn of the Moguls: My Misadventures With the Titans, Poseurs, and Money Guys Who Mastered and Messed Up Big Media. HarperCollins. 2003. ISBN:978-0-06-662113-5..
- The Man Who Owns the News: Inside the Secret World of Rupert Murdoch. Broadway Books. 2008. ISBN:978-0-385-52612-8. مؤرشف من الأصل في 2021-07-09..
- Television Is the New Television: The Unexpected Triumph of Old Media In the Digital Age. Penguin Group. 2015. ISBN:978-1-59184-813-4..
- النار والغضب: داخل بيت ترامب الأبيض (بالإنجليزية). Henry Holt and Company. 5 Jan 2018. ISBN:978-1-250-15806-2..

## روابط خارجية
- مايكل وولف على موقع IMDb (الإنجليزية)
- مايكل وولف على موقع ميوزك برينز (الإنجليزية)
- مايكل وولف على موقع قاعدة بيانات الفيلم (الإنجليزية)